# Riverside (Pensilvania)
Riverside es un borough ubicado en el condado de Northumberland en el estado estadounidense de Pensilvania. En el año 2000 tenía una población de 3.714 habitantes y una densidad poblacional de 148.5 personas por km².

## Geografía
Riverside se encuentra ubicado en las coordenadas 40°57′13″N 76°38′06″O / 40.95361, -76.63500.

## Demografía
Según la Oficina del Censo en 2000 los ingresos medios por hogar en la localidad eran de $45,469 y los ingresos medios por familia eran $55,515. Los hombres tenían unos ingresos medios de $38,929 frente a los $25,556 para las mujeres. La renta per cápita para la localidad era de $23,732. Alrededor del 7.1% de la población estaba por debajo del umbral de pobreza.